# Lynn LeMay

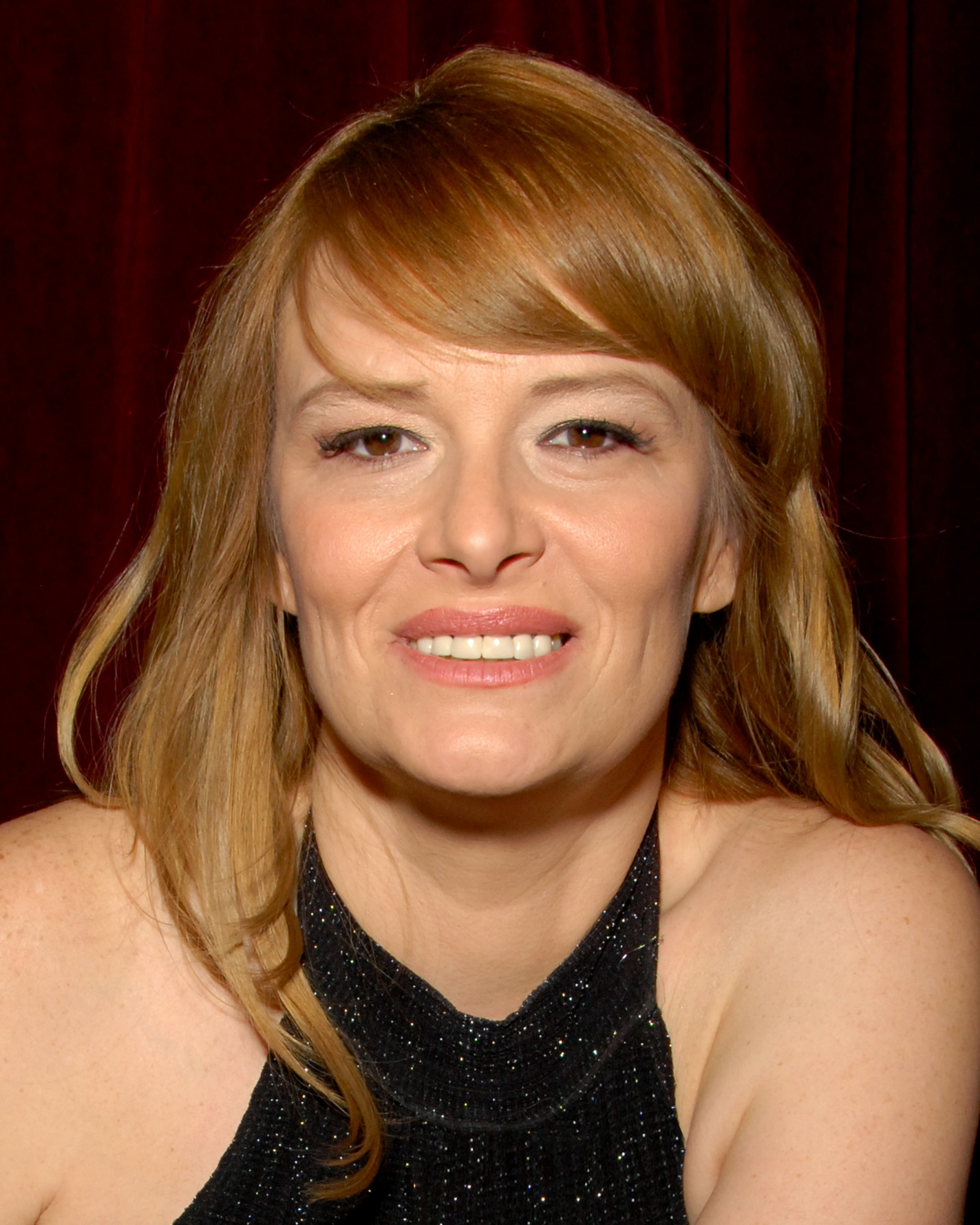
Lynn LeMay (2009)

Lynn LeMay (* 17. Dezember 1961 in Tacoma, Washington) ist eine ehemalige US-amerikanische Pornodarstellerin und Regisseurin.

## Karriere
Lynn LeMay begann ihre Karriere 1988 und beendete sie 2010. Laut IAFD hat sie in 333 Filmen mitgespielt und zwölfmal Regie geführt.
Sie gründete ihre eigene Produktionsfirma namens LeMayzing Pictures.
Sie ist Mitglied der AVN Hall of Fame. Weitere Aliasse sind Christie Robbins, Lyn Lemay, Lynn Le May, Lynn Lamay, Lynn Lymay.

## Filmografie (Auswahl)
- 1989: Hawaii Vice 6
- 2007: Not The Bradys XXX
- Women Seeking Women 25

## Auszeichnungen
- 2006: Aufnahme in die AVN Hall of Fame[2]
- XRCO Hall of Fame
- Legends of Erotica Award